# توني ديفيز
توني ديفيز (بالإنجليزية: Tony Davies)‏ هو لاعب اتحاد الرغبي نيوزلندي، ولد في 16 سبتمبر 1939 في أوكلاند في نيوزيلندا، وتوفي في 6 أبريل 2008 في سيدني في أستراليا.